# Przelotka (wędkarstwo)

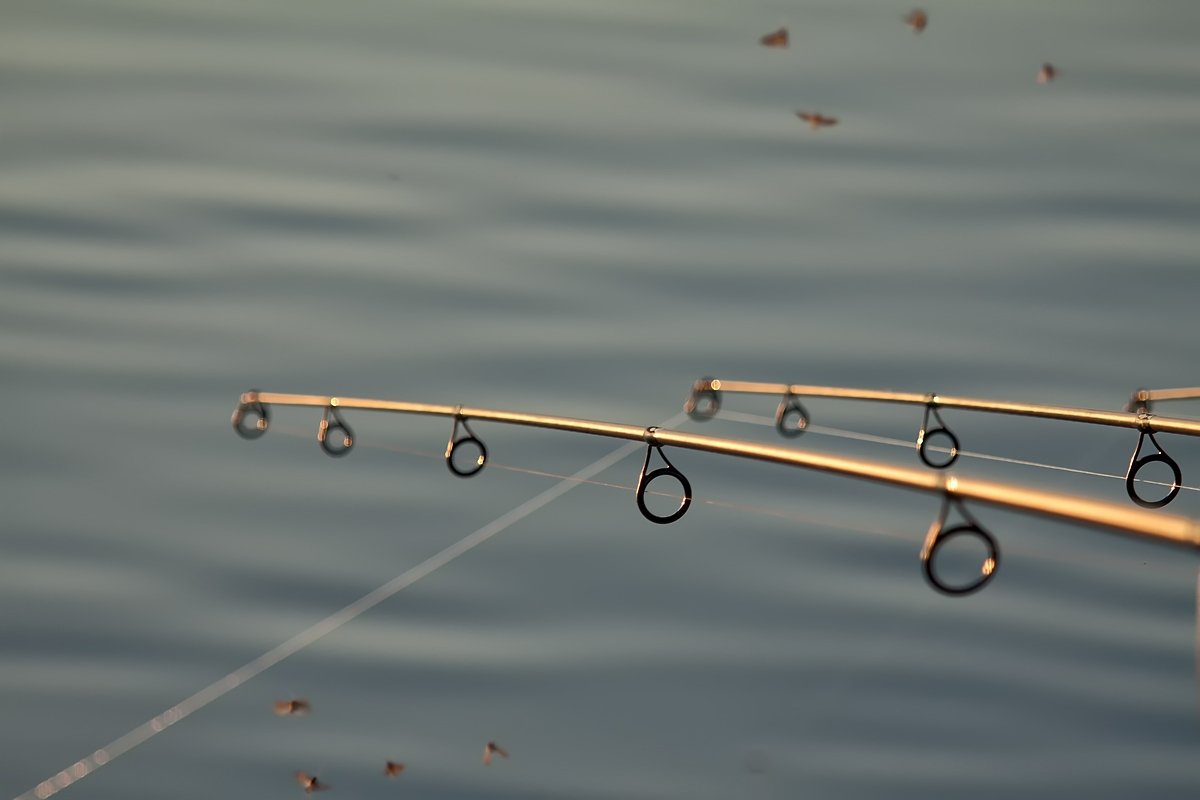
Przelotki pod wędziskiem

Przelotka – metalowy lub wykonany z tworzywa sztucznego pierścień, który umożliwia swobodne przesuwanie się żyłki wzdłuż wędziska, zarówno podczas rzutu, jak i podczas holu. Jest ważnym elementem amortyzującym wędki, rozkładając obciążenia powstające podczas holowania ryby na całość wędziska.
W droższych modelach wędek wewnątrz przelotki montowany jest drugi pierścień, bardziej odporny na ścieranie, wykonany z agatu, szkła, porcelany lub innych materiałów. Wędzisko połączone jest z przelotką za pomocą nóżki lub mostka (tzw. kobyłki). W wędkach jednoczęściowych nóżki i mostki przymocowane są do wędziska omotkami. W wędkach teleskopowych przelotki mocowane są do pierścieni na końcówkach poszczególnych segmentów. Przelotki szczytowe przymocowuje się omotką, albo zakańcza rurką, do której wlepia się koniec szczytówki. Wyróżnia się przelotki:
- wężowe (spiralna, nie zamknięta od dołu),
- łamane (do transportu),
- rozbieralne (odkręcane od podstawy, czyli pantofelka, który jest przytwierdzony na stałe do wędziska),
- rolkowe (do wędek morskich)[1].